# Questi ragazzi
Questi ragazzi è un film del 1937 diretto da Mario Mattoli.

## Trama
Vincenzo e Giovanna sono destinati al matrimonio sin da quando erano bambini dalla terribile zia Lucia. Una volta celebrate le nozze i due si rendono conto di non essersi mai amati e si recano dalla donna per cercare di aiutarli ad annullare il matrimonio.
Qui scoprono che la donna ha un amore sincero per il dottore del paese mentre la presenza di un nuovo corteggiatore farà nascere un sentimento di gelosia in Vincenzo tanto che alla fine la coppia non penserà più all'annullamento.

## Colonna sonora
Nella colonna sonora del film è presente il brano Tu che mi fai piangere, eseguito da Emilio Livi insieme al Trio Lescano